# 대한민국 민사소송법 제1조
대한민국 민사소송법 제1조는 민사소송의 이상과 신의성실의 원칙에 대한 민사소송법조문이다.

## 조문
제1조(민사소송의 이상과 신의성실의 원칙) (1) 법원은 소송절차가 공정하고 신속하며 경제적으로 진행되도록 노력하여야 한다.

(2) 당사자와 소송관계인은 신의에 따라 성실하게 소송을 수행하여야 한다.

## 비교 조문
일본민법 제2조(재판소 및 당사자의 책무) 재판소는 민사소송이 공정하고 신속하게 이루어지도록 노력하고, 당사자는 신의에 따라 성실하게 민사소송을 수행하지 않으면 안 된다.

## 사례
변호사 甲과 乙 사찰이, 소송위임계약으로 인하여 생기는 일체 소송은 전주지방법원을 관할 법원으로 하기로 합의하였는데, 甲이 乙 사찰을 상대로 소송위임계약에 따른 성공보수금지급 청구소송을 제기하면서 서울중앙지방법원에 관할권이 생기게 하기 위해 乙 사찰의 대표단체인 丙 재단을 공동피고로 추가하여 丙 재단의 주소지를 관할하는 서울중앙지방법원에 소를 제기하는 경우는 관할권선택의 남용 내지는 관할원인의 부당취득으로 신의칙상(민사소송법 제1조 제2항) 소송상 권능의 남용 금지 내지는 소송상태의 부당형성 배제에 걸리게 되므로 관련재판적에 관한 민사소송법 제25조는 적용이 배제되어 서울중앙지방법원에는 甲의 乙 사찰에 대한 청구에 관하여 관할권이 인정되지 않는다.

## 판례
- 무효인 소송신탁약정에 기하여 금원을 청구하는 것은 신의칙에 반한다[2]
- 추완상소를 신청한 당사자가 상고이유에서 추완상소의 부적법을 주장하는 것은 신의칙에 반한다[3]
- 특정한 권리나 법률관계에 대하여 분쟁이 있다 하더라도 제소하지 아니하기로 한 합의에 위반하여 제기된 소는 권리보호의 이익이 없다[4]
- 종전 소송에서의 주장과 다른 내용의 소를 제기하는 것이 신의칙에 반한다는 것은 아니다[5]
- 확정판결에 의한 권리라 하더라도 그것이 신의에 좇아 성실히 행사되어야 하고 권리남용이 되는 경우에는 이는 허용되지 않는 다 할 것인바, 피고들이 확정판결의 변론종결 이전에 부진정연대채무자 중의 1인으로부터 금원을 수령하고 더 이상 손해배상을 청구하지 않는다고 합의함으로써 원고의 손해배상채무도 소멸한 사실을 스스로 알고 있으면서도 이를 모르는 원고에게 이미 소멸한 채권의 존재를 주장 유지하여 위의 확정판결을 받은 것이라면, 위 확정판결을 채무명의로 하는 강제집행을 용인함은 이미 변제, 소멸된 채권을 이중으로 지급받고저 하는 불법행위를 허용하는 결과가 된다 할 것이므로 이와 같은 피고들의 집행행위는 자기의 불법한 이득을 꾀하여 상대방에게 손해를 줄 목적이 내재한 사회생활상 용인되지 아니하는 행위라 할 것이어서 그것이 신의에 좇은 성실한 권리의 행사라 할 수 없고 그 확정판결에 의한 권리를 남용한 경우에 해당한다 할 것이므로 이는 허용되지 아니한다.[6]
- 법정지상권을 취득할 지위에 있는 자에 대하여 건물철거를 구하는 것은 신의칙에 반한다[7]
- 신의성실의 원칙에 반하는 것 또는 권리남용은 강행규정에 위배되는 것이므로 당사자의 주장이 없더라도 법원은 직권으로 판단할 수 있다[8].
- 사용자로부터 해고된 근로자가 퇴직금 등을 수령하면서 아무런 이의의 유보나 조건을 제기하지 않았다면 특별한 사정이 없는 한 그 해고의 효력을 인정하였다고 할 것이고, 따라서 그로부터 오랜 기간이 지난 후에 그 해고의 효력을 다투는 소를 제기하는 것은 신의칙이나 금반언의 원칙에 위배되어 허용될 수 없으나, 다만 이와 같은 경우라도 해고의 효력을 인정하지 아니하고 이를 다투고 있었다고 볼 수 있는 객관적인 사정이 있다거나 그 외에 상당한 이유가 있는 상황 하에서 이를 수령하는등 반대의 사정이 있음이 엿보이는 때에는, 명시적인 이의를 유보함이 없이 퇴직금을 수령한 경우라고 하여도 일률적으로 해고의 효력을 인정하였다고 보아서는 안 된다.(대법원 1996. 3. 8. 선고 95다51847 판결, 2003. 10. 10. 선고 2001다76229판결 등 참조).[9]
- “A주식회사의 대주주이며 대표이사로서 위 회사를 사실상 지배하던 갑의 처인 을, 처남인 병 등이 갑을 위하여 회사경영에 참여해 오다가 갑이 정에게 대가를 받고 회사의 소유와 경영을 넘겨주면서 앞으로 어떠한 권리주장이나 청구도 하지 않기로 확약하였고 그에 따라 을, 병 역시 회사경영에서 완전히 손을 떼었음에도 불구하고 그로부터 3년 정도나 경과한 뒤에 갑이 정과의 합의를 무시하고 다시 회사의 경영권을 되찾아 보려고 나서자 을, 병 역시 갑의 의도에 부응하여 갑이 제기한 주주총회결의부존재확인소송에 공동소송참가를 하였다면 이는 신의성실의 원칙에 반하는 제소로서 소권의 남용에 해당한다.[10]

## 참고문헌
- 문영화. (2021). 민사소송법 제1조 제1항의 의미 - ʻ공정(公正)ʼ한 민사소송절차의 진행에 관하여 -. 법조, 70(4), 171-207.

## 같이 보기
- 신의성실의 원칙
- 실효의 원칙